# Wilhelm Ernst von Zech
Wilhelm Ernst Zech, seit 1716 Edler Herr von Zech, (* 13. September 1690; † 25. August 1753 in Merseburg) war zunächst ein Hofbeamter des Herzogtums Sachsen-Weimar, dann des Herzogtums Sachsen-Merseburg und nach dessen Auflösung ein Hofbeamter des Kurfürstentums Sachsen. Er war Hof-, Justiz-, Kammer- und Konsistorialrat des Hochstifts Merseburg.

## Leben
Wilhelm Ernst Zech war einer der zahlreichen Söhne von Bernhard Zech, der aufgrund seiner Verdienste um das Kurfürstentum Sachsen im Jahre 1716 in den Adelsstand erhoben worden ist.
Wilhelm Ernst wurde mit Unterstützung seines einflussreichen Vaters hochfürstlich-sachsen-weimarischer Hofrat. Bereits vor Erwerb eines Rittergutes im Stiftsgebiet von Merseburg 1734 wechselte er nach Merseburg, wo er hochfürstlich-sachsen-merseburgischer Hof-, Justiz- und Kammer- sowie Konsistorialrat wurde. Er wohnte zunächst auf dem Rittergut Geusa, das Ludwig Adolph Freiherr von Zech besaß. Dort wurde auch sein jüngster Sohn geboren. Die Familie hatte über genügend finanzielle Ressourcen verfügt, so dass er bei der am 17. Dezember 1734 im Amtshaus zu Merseburg erfolgten Versteigerung des verschuldeten Rittergutes Kleinliebenau, der Oberhof genannt, das höchste Gebot von 8550 Talern abgeben konnte und dadurch den Zuschlag erhielt. Der Rittergutsbesitz eröffnete ihm die Möglichkeit, in Merseburg weitere Hofämter zu übernehmen und an den Ständeversammlungen teilzunehmen.
Er starb als königlich-polnischer und kurfürstlich-sächsischer stift-merseburgischer Kammer- und Konsistorialrat und wurde am 29. Aug. 1753 in der Schloss- und Domkirche Merseburg beigesetzt.

## Familie
Wilhelm Ernst von Zech hinterließ 1753 die Kinder Wilhelm Ernst Edler Herr von Zech (* 1719 in Weimar), Wilhelm Friedrich Edler Herr von Zech (* 1720 in Weimar), Wilhelm Carl Edler Herr von Zech (* 1723 in Weimar), Wilhelm Bernhard Edler Herr von Zech (* 1725 in Weimar) und Moritz Heinrich Edler Herr von Zech (* 1729 in Geusa).